# Mysjako
Mysjako (en ruso: Мысхако, que en adigué significa: "cabo, promontorio que se extiende en el mar") es un seló de la unidad municipal de la ciudad de Novorosíisk del krai de Krasnodar, en el sur de Rusia. Está situado en la vertiente meridional del monte Koldún (447 m), al oeste del cabo Mysjako en la costa de la península de Abráu, en la orilla nororiental del mar Negro, 6 km al sur de Novorosíisk y 105 km al suroeste de Krasnodar, la capital del krai. Tenía 7 954 habitantes en 2010
Es centro del municipio Mysjakski, al que pertenecen asimismo Fedótovka y Shirókaya Balka.

## Demografía
| 2002  | 2010  |
| ----- | ----- |
| 7 173 | 7 954 |

### Composición étnica
De los 7 173 habitantes que tenía en 2002, el 75.2 % era de etnia rusa, el 4.9 % era de etnia armenia, el 4 % era de etnia ucraniana, el 3.9 % era de etnia tártara, el 1.2 % era de etnia griega, el 1.2 % era de etnia georgiana, el 0.7 % era de etnia bielorrusa, el 0.4 % era de etnia alemana, el 0.2 % era de etnia azerí y el 0.1 % era de etnia adigué.

## Historia
La localidad fue fundada en 1903. Durante la Gran Guerra Patria, la localidad fue ocupada en 1942. Al año siguiente, durante la batalla del cruce del Kubán, en la noche del 4 de febrero de 1943 una compañía de 274 hombres bajo el mando de Tsézar Kúnikov al oeste localidad, en el cabo Mysjako, procedente de Gelendzhik, capturando el campo de operaciones Málaya Zemlia y reteniéndola bajo los ataques enemigos hasta la liberación definitiva de la ciudad el 16 de septiembre de 1943 en la operación Novorosíisk-Tamán por el 89.º regimiento de fusileros armenios soviéticos.

## Clima
El clima es subtropical templado, con un promedio de 230 días de sol al año y temperaturas medias de 28 °C en verano y 3 °C en invierno. A menudo en invierno hay fuertes vientos catabáticos en la zona, que alcanzan los 120 km/h.

## Economía
Alrededor de la localidad se desarrolla la viticultura desde 1869, con la bodega ZAO Agrofirma Mysjako. La temporada de recogida de uva empieza a finales de agosto y termina a inicios de noviembre. Asimismo en el seló se desarrolla el turismo. Su temporada de playa generalmente comienza en junio y acaba en octubre.

## Festival
Desde 2005, se desarrolla a finales de noviembre la fiesta anual del vino nuevo Bozholé nuvó.

## Galería

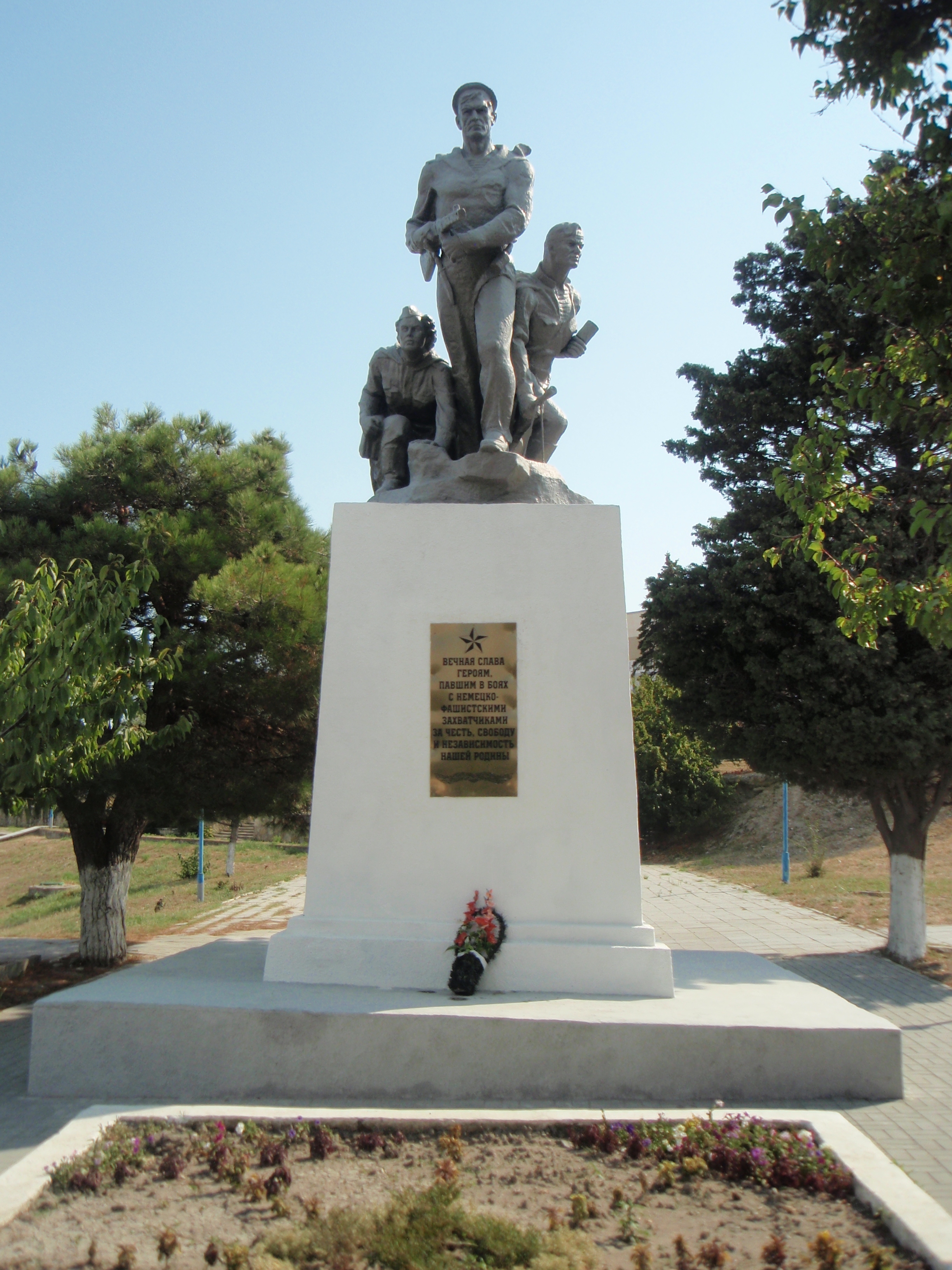
Monumento a los soldados caídos en la Gran Guerra Patria.
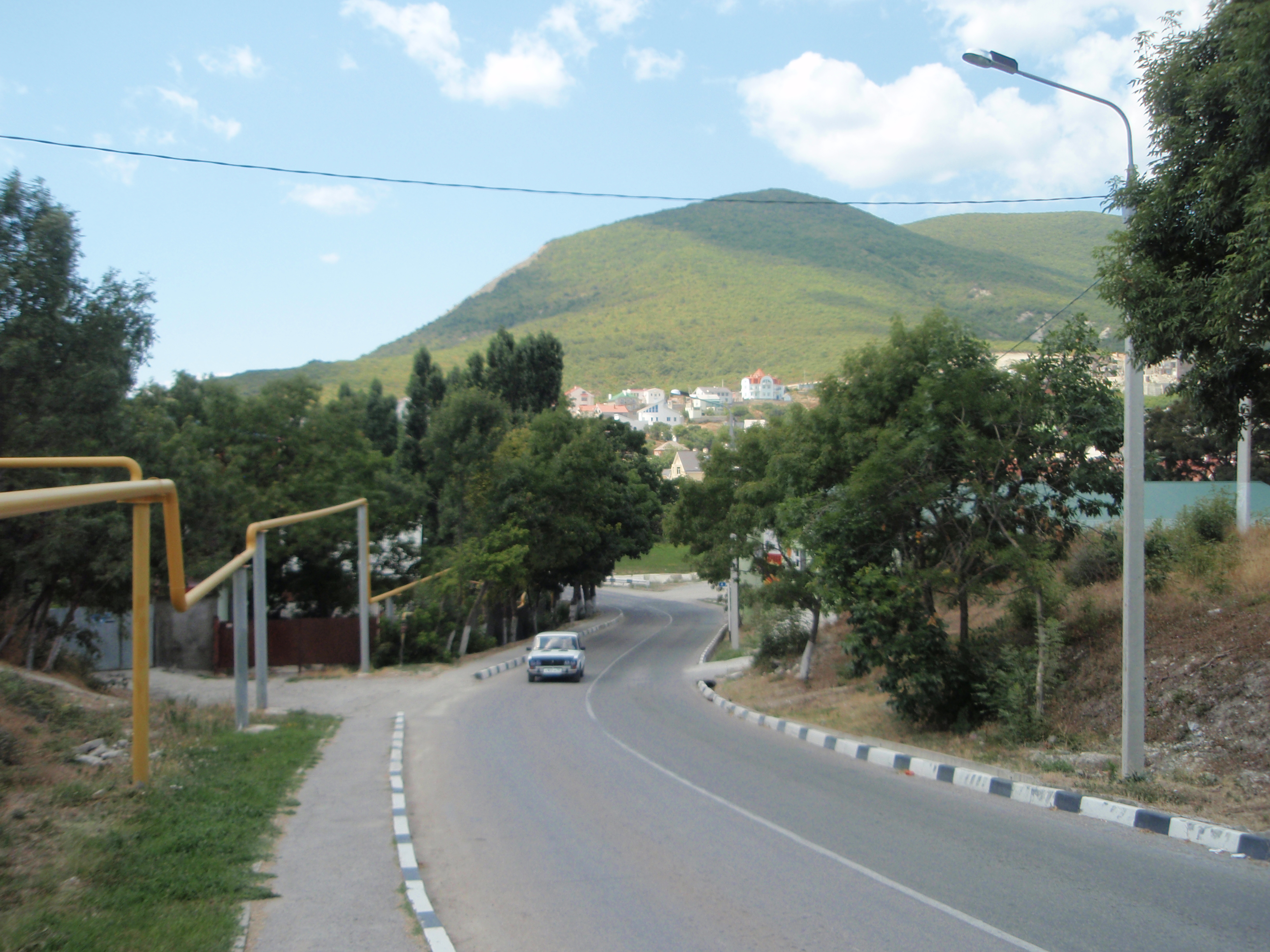
Vista de la ladera del monte Koldun (447 m).
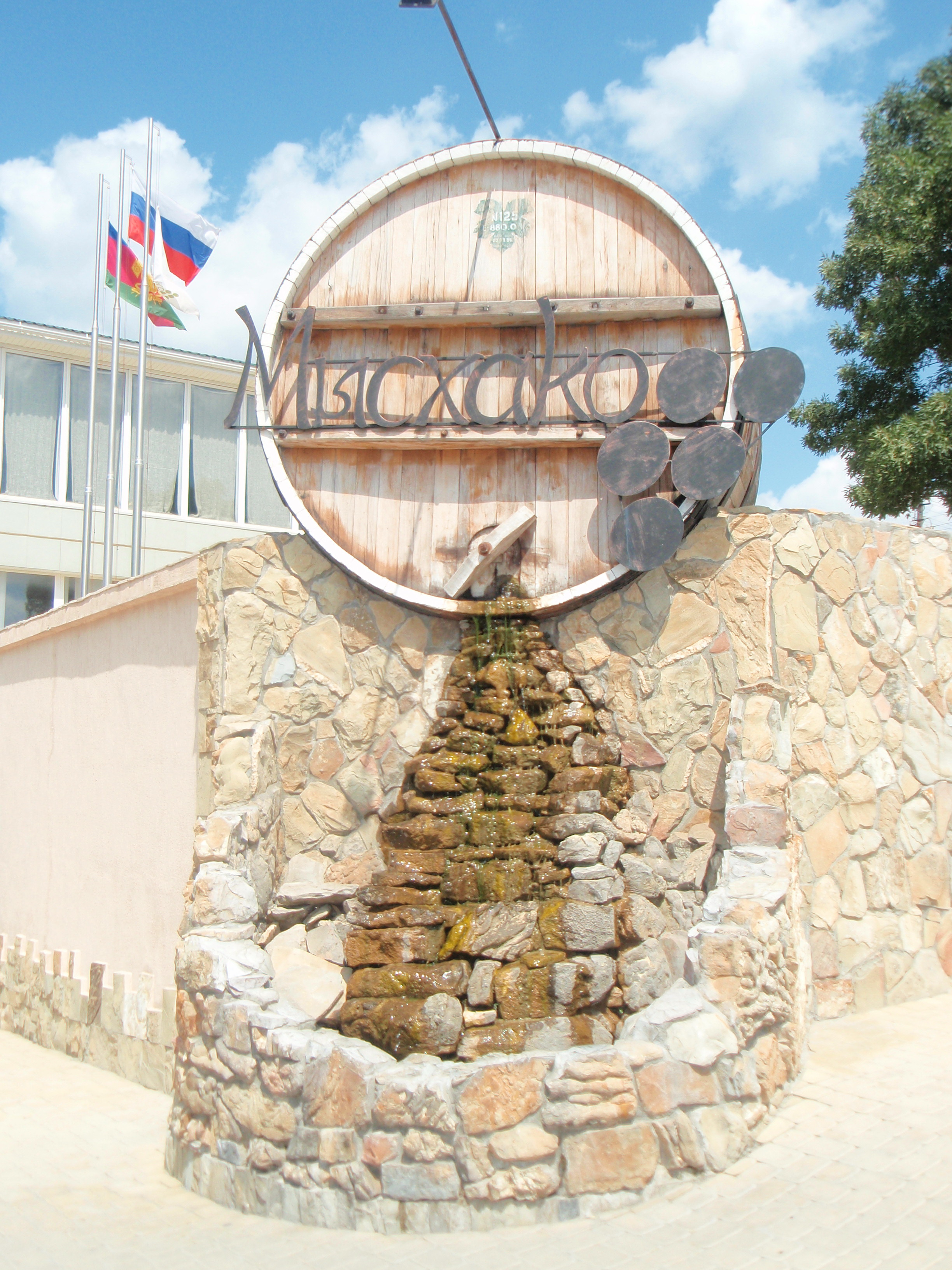
Logotipo de la bodega Mysjako.
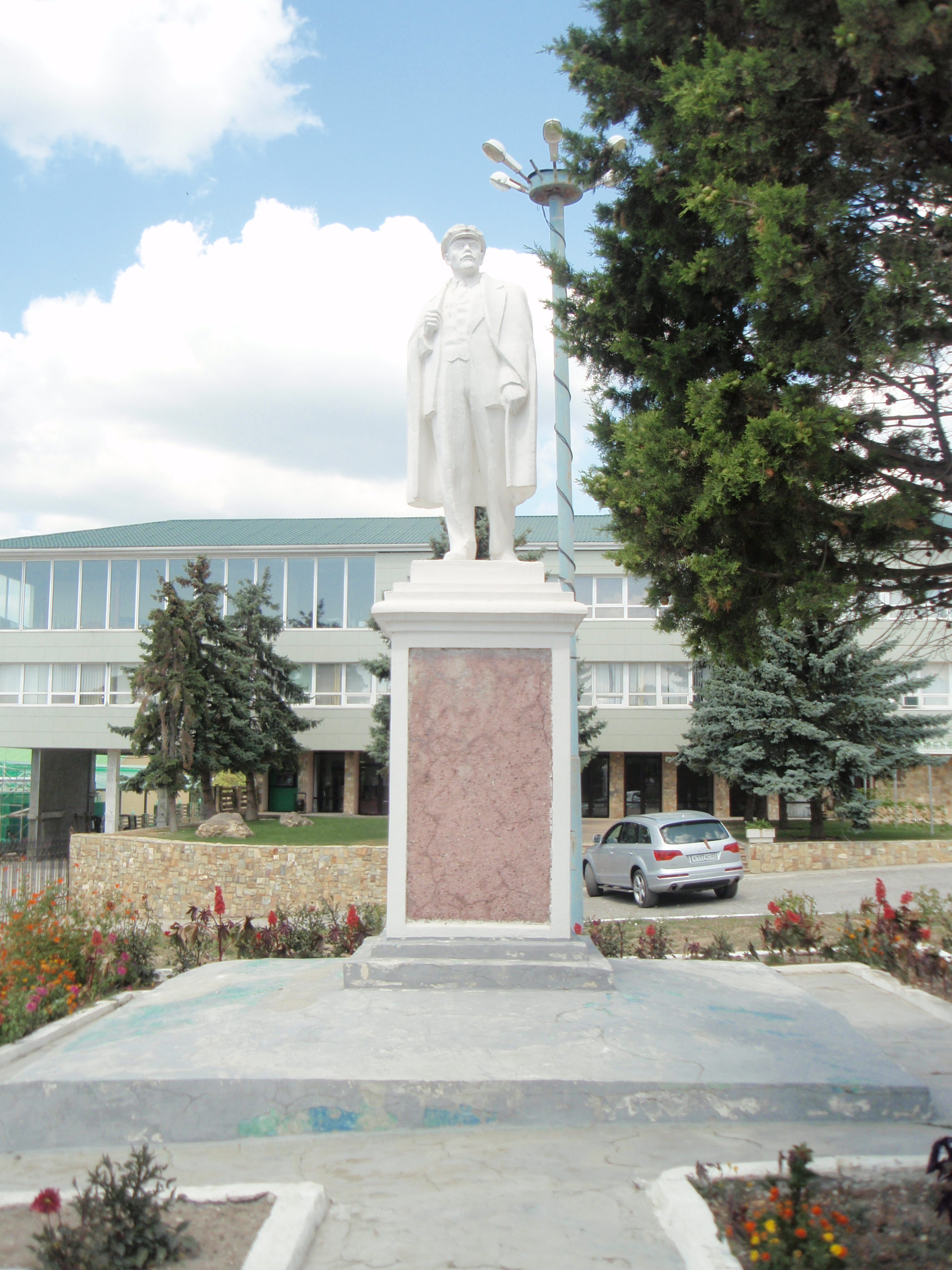
Monumento a Lenin.